# Dicranoptycha acuterebra
Dicranoptycha acuterebra är en tvåvingeart som beskrevs av Alexander 1960. Dicranoptycha acuterebra ingår i släktet Dicranoptycha och familjen småharkrankar.
Artens utbredningsområde är Madagaskar. Inga underarter finns listade i Catalogue of Life.